# Ansi Agolli
 (février 2021).
Pour les articles homonymes, voir Agolli.
Ansi Agolli, né le 11 octobre 1982 à Tirana, en Albanie, est un footballeur international albanais qui est évolue au poste de défenseur ou milieu de terrain.

## Carrière
Agolli a commencé sa carrière à une équipe locale : le KF Tirana, et a été prêté en 1999 au KS Elbasani. 
Il retourna au KF Tirana et a commencé à jouer professionnellement en 2000, mais après avoir fait seulement dix apparitions dans la saison 2001/2002, il a été envoyé au KS Apolonia Fier afin d'acquérir une certaine expérience de l'équipe première. 
Sa saison au KS Apolonia Fier a été un succès et c'est pourquoi il est retourné au KF Tirana et s'est rapidement imposé dans leur équipe première. Après avoir passé deux ans au club de Tirana, il a été repéré par le club suisse de Neuchâtel Xamax et ils lui ont permis de réaliser son rêve de partir à l'étranger. 
Après seulement une saison dans son nouveau club, il a décidé de passer à un autre club suisse, le FC Lucerne. Toutefois, les choses n'ont pas fonctionné pour lui à Lucerne. La saison suivante, il s'éloigne de la Suisse sur un transfert gratuit pour jouer en Finlande avec le Vaasan Palloseura. Après y avoir passé une saison, il a décidé de partir en prêt à son premier club le KF Tirana, le club albanais mis beaucoup de temps et d'argent pour faire en sorte que l'accord du prêt a traversé. 
Depuis son prêt pour revenir à l'Albanie, Agolli a fait une très bonne saison au club qui sont maintenant au sommet de la ligue. Il est retourné à Vaasa, à la fin du mois d'avril 2009 avec un représentant du KF Tirana pour négocier un transfert définitif au club albanais. Les clubs rapidement parvenus à un accord et le transfert a été publié le 4 mai. Tout à coup, en début de juillet 2009, il s'installe au Kryvbas en Ukraine Premier League pour la plus grande somme de transfert des deux.

## Carrière internationale
Sa première apparition en A a été contre le Kazakhstan en 2005. Il a depuis fait 73 apparitions en sélection nationale albanaise, pour un total de 3 buts. Il prend sa retraite internationale le 10 septembre 2018, à l'issue d'une défaite 2-0 face à l'Écosse lors de la Ligue des nations 2018.

## Palmarès
- Championnat d'Azerbaïdjan : 2014, 2015, 2016, 2017, 2018 et 2019
- Coupe d'Azerbaïdjan : 2015, 2016 et 2017